# Радиостанции Молдовы
Радиостанции Молдавии.

## История радиовещания

### 1930-е годы
1 ноября 1928 года в Бессарабии начата ретрансляция «Радио Бухареста».
30 октября 1930 в Бессарабии начата ретрансляция «Московского радио».
8 октября 1939 года Румынская радиовещательная компания запустила «Радио Бессарабии».
1940 год, июль — вещания «Радио Бухареста» и «Радио Бессарабии» в Бессарабии были приостановлены.

### 1940-е годы
В 1945 году начата ретрансляция Второй программы «Всесоюзного радио».
В 1948 году сдан костюженский объект (г. Кодру). Запущен 100 кВт-передатчик.

### 1950-е годы
Начата ретрансляция Третьей программы «Всесоюзного радио».

### 1970-е годы
В 1970-х в Кагуле возвели 77 метровый шпренгель (СВ-мачту) и сдали в эксплуатацию радиовещательную станцию. В тех. здании смонтировали один полукомплект радиопередатчика Tesla SRV2x20 (20 кВт). Второй полукомплект установили в Единцах. Кстати, такое же оборудование смонтировали в Измаиле.

### 1990-е годы
Сентябрь 1991-го — «Радио-1» (переименованная 1-я программа «Всесоюзного радио» и «Московское радио») было переведено на частоту радиоканала «Юность» (переименованная 3-я программа «Всесоюзного радио»), частота «Радио-1» была передана RTN (переименованное «Гостелерадио МССР»), на которой начало вещание «Радио Молдовы»; вещание радиоканала «Юность» на территории Молдавии приостановлено.
17 мая 1997 года «Радио Молдова» начали ретранслировать в Чимишлии на частоте 103,5 МГц. Для это использовался передатчик «Gates FM-5G» американской фирмы «Harris». После настройки удалось выдать в эфир 3 кВт мощности. По факту же, передатчик пятикиловаттный.

### После 2000 года
- 15 июля 2002 года в Чадыр-Лунге смонтирован передатчик для вещания «Радио Гагаузия» на 104,6 FM. Официальное вещание запущено в середине 2003 года.
- 1 декабря 2008 г. официально запущено вещание радиостанции «Radio-10», каким-то образом связанная с партией ХДНП. Позывные станции зазвучали в Дрокии, Унгенах и Кагуле. Сигнал радиостанции подняли на спутник Тор-3, 1 гр з. д. в состав пакета «Focus Sat Moldova».
- 4 декабря 2008 г. запущено тестовое вещание радиостанции «Love Radio» («Nova Casa» SRL) на страшенской частоте 102,3 МГц, на которой до лета 2008 г. долгое время вещала «Antena C».
- 19 декабря 2008 г. в Кишинёве запущено тестовое вещание «CityFM» на 89,6 FM, а 24 декабря 2008 года должны были официально запустить трансляцию. Это 2-й город после Бельц, где должна вещать эта станция. Но как раз 24 декабря вещание не велось. 12 января 2009 года вещание возобновлено.